# Fontaine-en-Bray
Fontaine-en-Bray – miejscowość i gmina we Francji, w regionie Normandia, w departamencie Sekwana Nadmorska.
Według danych na rok 1990 gminę zamieszkiwały 164 osoby, a gęstość zaludnienia wynosiła 27 osób/km² (wśród 1421 gmin Górnej Normandii Fontaine-en-Bray plasuje się na 736. miejscu pod względem liczby ludności, natomiast pod względem powierzchni na miejscu 607.).